# Vlag van Oosterhesselen

Vlag van Oosterhesselen
(tot 1998)

De vlag van Oosterhesselen werd op 29 november 1962 bij raadsbesluit vastgesteld als de gemeentelijke vlag van de Drentse gemeente Oosterhesselen. De vlag kan als volgt worden beschreven:
De lengte van de vlag verhoudt zich tot de hoogte als 3:2. De vlag is wit van kleur en beladen met een blauw kruis, waarvan de horizontale baan ter breedte van één vijfde van de hoogte der vlag op halver hoogte is aangebracht en de verticale baan van dezelfde breedte op één derde van de breedte van de vlag, gerekend vanaf de broekzijde. Op het kruispunt is een gele adelaar geplaatst met een rode bek, tong en klauwen, dragende een rood borstschild, beladen met een wit kruis.
De kleuren van de vlag zijn ontleend aan het gemeentewapen. De adelaar is ontleend aan het wapen van het geslacht Clenke, stichters van de heerlijkheid Klenke. Het schild op de adelaar refereert aan het Sticht Utrecht. Het blauwe kruis refereert aan het christendom, dat in Drenthe in Oosterhesselen het eerste steunpunt had.
In 1998 ging Oosterhesselen op in de gemeente Coevorden. Hierdoor kwam de gemeentevlag te vervallen.

## Verwant symbool

Wapen van Oosterhesselen

Anloo 
· Beilen 
· Borger 
· Dalen 
· Diever 
· Dwingeloo 
· Eelde 
· Gasselte 
· Gieten 
· Havelte 
· Nijeveen 
· Norg 
· Odoorn 
· Oosterhesselen 
· Peize 
· Roden 
· Rolde 
· Ruinen 
· Ruinerwold 
· Schoonebeek 
· Sleen 
· Smilde 
· Vledder 
· Vries 
· Westerbork 
· de Wijk 
· Zuidlaren 
· Zuidwolde 
· Zweeloo